# 톰 핏맨
톰 핏맨(Tom Pittman, 1932년 3월 16일 ~ 1958년 10월 31일)은 미국의 배우, 텔레비전 배우이다.
피닉스에서 태어났으며 할리우드 힐스에서 사망하였다. 사인은 교통사고이다.

## 영화
- 명탐정 바나비 존즈 (1973년)
- 프라우드 레벨 (1958년)
- 제시 제임스 스토리 (1957년)
- 딜론 보안관 (1955년)